# Лобачівка (Молодечненський район)
Лобачівка (біл. вёска Лабачоўка) — село в складі Молодечненського району Мінської області, Білорусь. Село підпорядковане Лебедівській сільській раді, розташоване в західній частині області.